# Tilloy-Floriville
Tilloy-Floriville is een gemeente in het Franse departement Somme (regio Hauts-de-France) en telt 359 inwoners (2005). De plaats maakt deel uit van het arrondissement Abbeville.

## Geografie
De oppervlakte van Tilloy-Floriville bedraagt 8,1 km², de bevolkingsdichtheid is 44,3 inwoners per km².
De onderstaande kaart toont de ligging van Tilloy-Floriville met de belangrijkste infrastructuur en aangrenzende gemeenten.

## Demografie
Onderstaande figuur toont het verloop van het inwonertal (bron: INSEE-tellingen).